# Kainspring
Koordinaten: 51° 9′ 35,4″ N, 10° 24′ 17,1″ O
Der Kainspring oder Kainsprung ist eine Karstquelle am Ostrand des Hainich bei Mühlhausen in Thüringen.

## Lage
Die von Bäumen umstandene Quelle liegt in der Gemeinde Vogtei westlich von Oberdorla in unmittelbarer Nähe des Melchiorbrunnens. Aus ihr entspringt der Wilde Graben, der als Seebach der Unstrut zufließt.

## Beschreibung

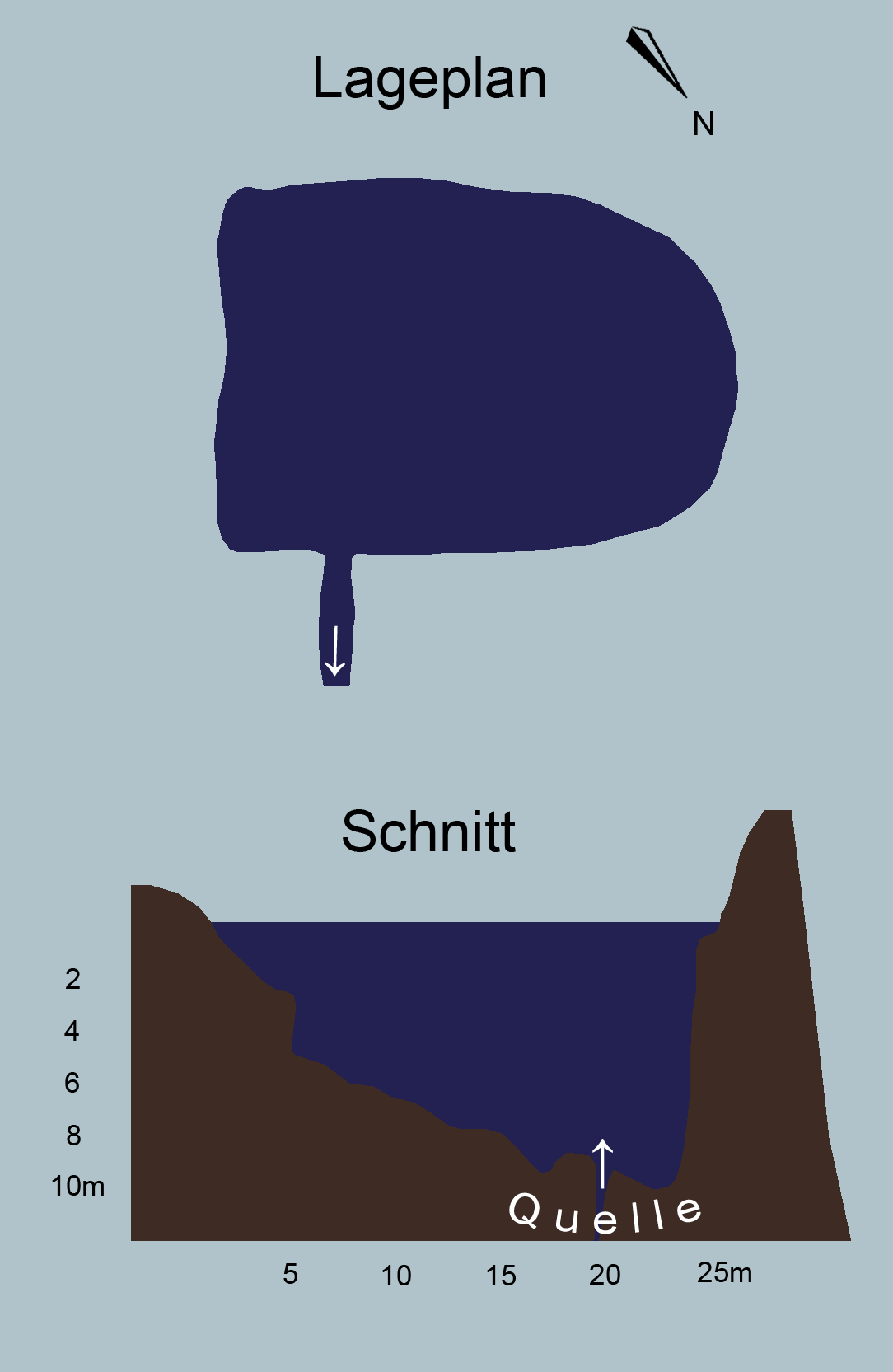
Lageplan und Querschnitt des Kainsprings

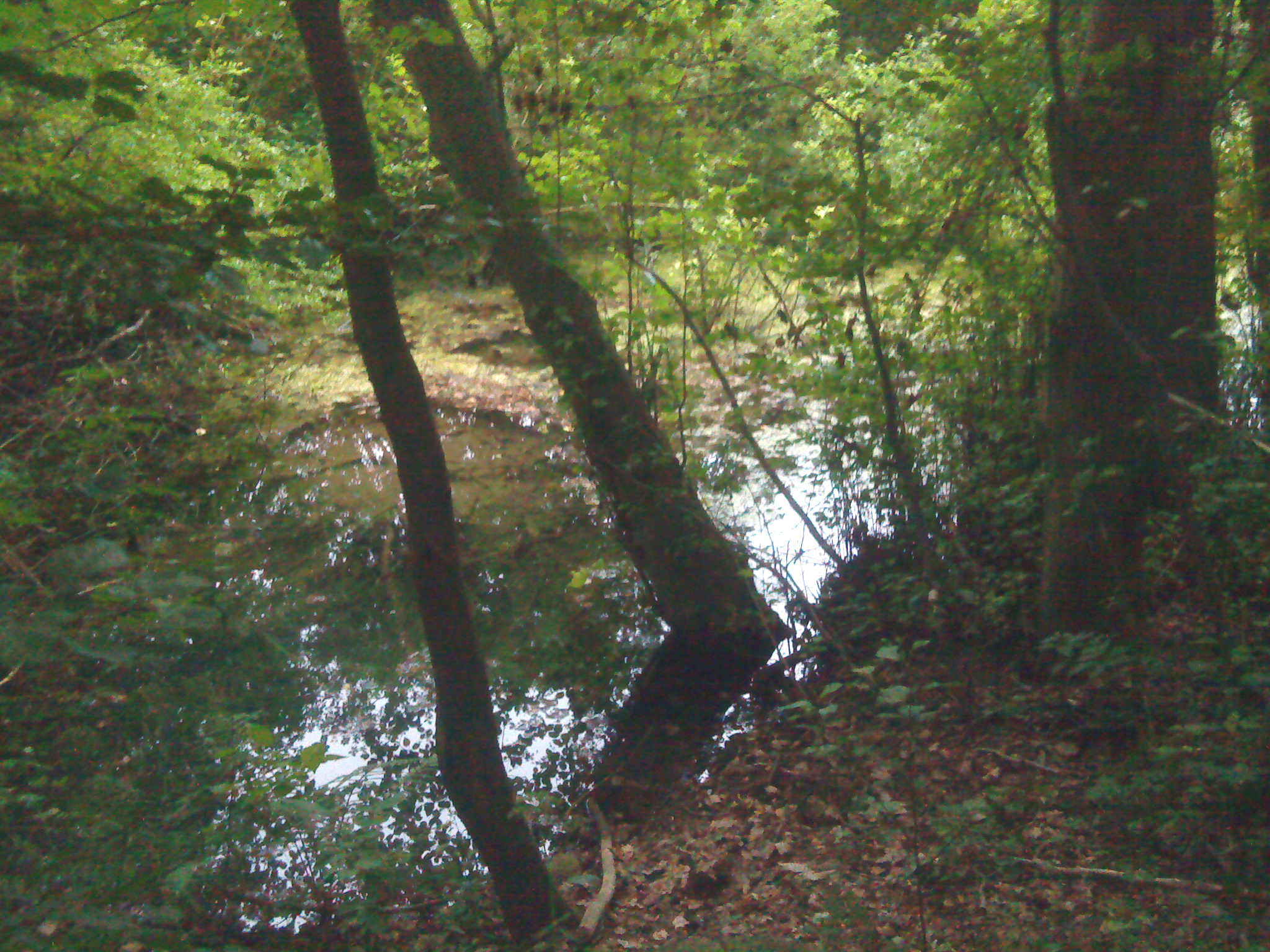
Kleiner Kainspring

Der Kainspring schüttet mit 100 Liter pro Sekunde, hat einen Durchmesser von ca. 30 Metern und eine Tiefe von 12 Metern. Das Quellwasser hat eine durchschnittliche Temperatur von 10 °C. Der Kleine Kainspring liegt nördlich der Quelle in einer versumpften Einmuldung. Diese hat nur einen geringen Wasserabfluss.
Bereits 1367 wurde der Kainspring urkundlich erwähnt. Vermutlich ist die Quelle wesentlich älter. So erinnert ein Gedenkstein an der Karstquelle an die Dorfstelle „Kogen“, die hier von 970 bis 1480 ihren Platz einnahm.

## Sage des Namens
Einst spielten zwei Knaben westlich des Dorfes Oberdorla mit den Murmeln. Einer der Jungen hieß Kain. Beim Spielen warf er eine seiner Kugeln zu weit, und sie fiel in die Ritzen zwischen einigen großen Steinen, die in einer kleinen Mulde lagen. Kain versuchte die Steine hochzuheben um die Kugel hervorzuholen. Endlich wankte und wich einer der Brocken. Sofort, bevor noch Kain nach der Kugel greifen konnte, schoss ihm ein starker Wasserstrahl entgegen, der bald die ganze Mulde füllte. Sein Spielgefährte rief ihm erschrocken zu: „Spring, Kain du wirst sonst ertrinken!“ Der Vorfall erregte viel Aufsehen und gab der Quelle den Namen Kainspring.